# دنیای فروزان
دنیای فروزان (انگلیسی: The Blazing World) یک فیلم فانتزی ترسناک آمریکایی محصول سال ۲۰۲۱ است که توسط کارلسون یانگ کارگردانی و توسط پیرس براون نوشته شده‌است. ستارگان فیلم اودو کی‌یر، کارلسون یانگ و درموت مالرونی می‌باشند.